# Baureihe 78
Baureihe 78 – niemiecka lokomotywa parowa produkowana w latach 1912–1927. Wyprodukowano 534 parowozy. Były używane do prowadzenia pociągów osobowych.